# Římskokatolická farnost Bulovka

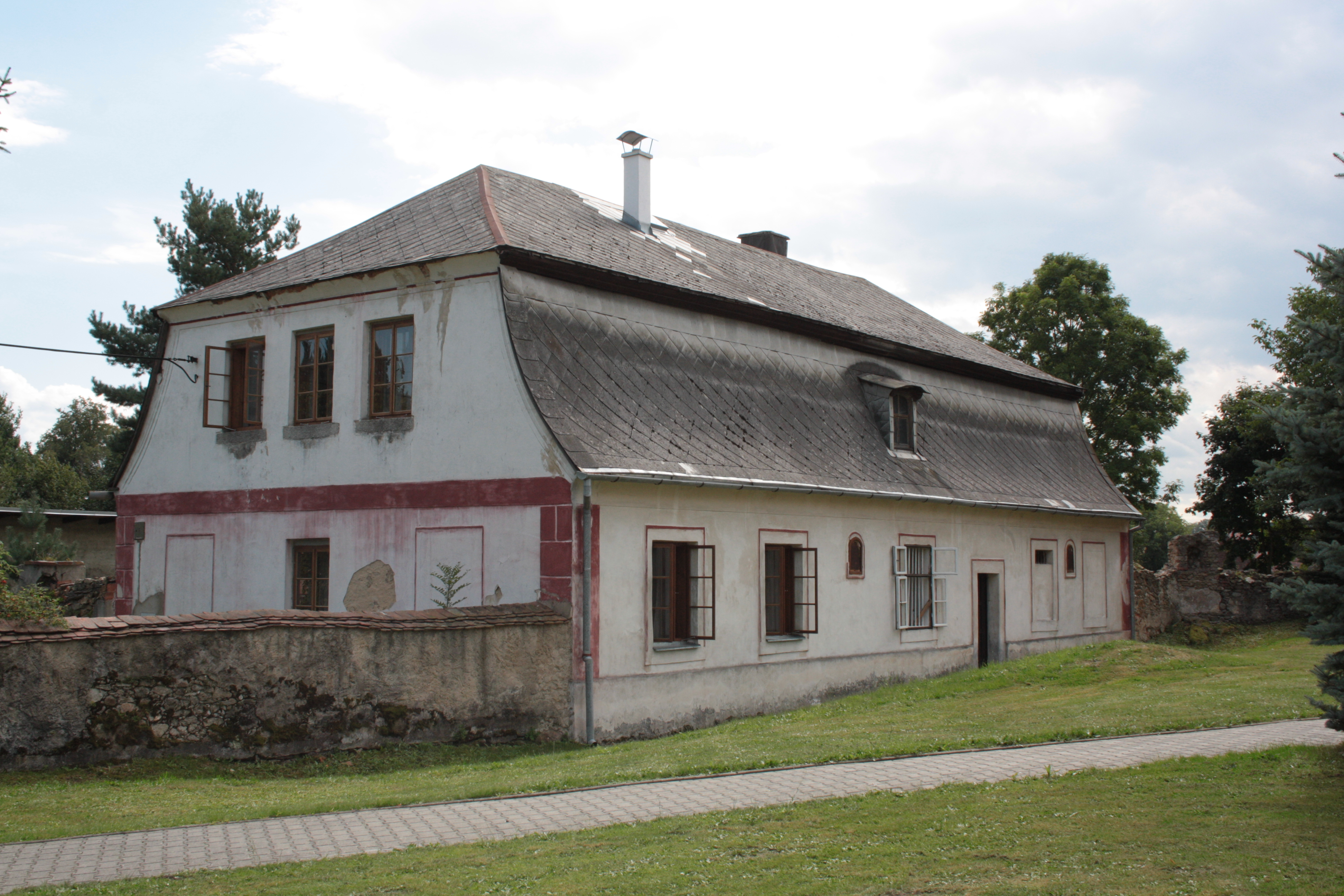
Budova bývalé fary v Bulovce

Římskokatolická farnost Bulovka je církevní správní jednotka sdružující římské katolíky na území vesnice Bulovka a v jejím okolí. Nachází se zde místní kostel svatého Archanděla Michaela, který je centrem farnosti. Do farnosti vedle buloveckého kostela patří ještě kostel svaté Máří Magdaleny v Arnolticích a kostel svatého Martina v Dolním Oldřiši. Organizačně spadá do libereckého vikariátu, který je jedním z 10 vikariátů litoměřické diecéze.

## Historie farnosti
Farnost je „starobylá“ tj. má svůj původ ve středověku; přesné datum jejího založení však není známo. Později byla filiálkou fary ve Vsi. Kanonicky obnovena byla v roce 1741. Od tohoto roku jsou zde také vedeny matriky.

### Duchovní správcové vedoucí farnost
Začátek působnosti jmenovaného v duchovní správě farnosti od:
- 1741   Joannes Henricus Weiß
- 1748   Joannes Trautmann
- 1754   Godefriedus Joannes Zimmermann
- 1762   Joannes Secký
- 1763   Joannes Georgius Waha
- 1768   Anton. Joann. Blascha, † 25. 2. 1789
- 1789   Florian. Hübner, n. 7. 11. 1747 Lusdorfens., o. 21. 9. 1771, † 16. 6. 1834
- 1810   Franc. Legler, n. 6. 1. 1766 Neostadiens. o. 23. 8. 1792, † 10. 11. 1826
- 1816   Andr. Leubner, n. 2. 3. 1777 Reichenbergae, o. 11. 11. 1800, † 15. 4. 1829
- 1827   Jos. Seibt, n. 13. 5. 1779 Frýdlant, o. 6. 9. 1803, † 28. 8. 1854
- 1854   par. admin. interim. Wenc. Krug
- 1856   Car. Seibt, n. 24. 5. 1799 Philippgrundens. o. 27. 8. 1825, † 4. 5. 1874
- 1874   Isidor. Preissler, n. 30. 4. 1819 Johannesthal, o. 25. 7. 1844, † 8. 10. 1886
- 1886   Jos. Gust. Schwabel, n. 3. 8. 1829 Pont., o. 25. 7. 1854, † 9. 10. 1894
- 1889   Ferd. Tschörner, n. 17. 2. 1845 Reichenberg, o. 23. 7. 1870, † 9. 5. 1916
- 1906   Jos. Müller, n. 27. 4. 1872 Hainspach, o. 11. 7. 1897, † 20. 8. 1946
- 1. 10. 1941 par. vacat, admin. Walter Wiegard
- 1. 8. 1946 Josef Zlámal
- 1. 4. 1951 Tomáš Hlaváč
- 1. 9. 1957 Klement Ruisl
- 1. 6. 1958 Josef Konáčik
- 5. 3. 1959 František Janiš
- 1. 12. 1984 Jan Bahník O.P.
- 1. 10. 1987 Ladislav Kubíček
- 1. 7. 1993 Oldřich Kolář
- 1. 8. 2006 Vít Audy, admin. exc. z Frýdlantu
- 1. 12. 2019 Artur Ściana, admin. exc. z Frýdlantu
- 1. 7. 2022 Grzegorz Marian Czyżewski, admin. exc. z Frýdlantu[3]

Kromě kněží stojících v čele farnosti, působili ve farnosti v průběhu její historie i jiní kněží. Většinou pracovali jako farní vikáři, kaplani, katecheté, výpomocní duchovní aj.

## Území farnosti
Do farnosti náleží území obce:
- Bulovka (Bullendorf)[p 2]
- Arnoltice
- Dolní Oldřiš

## Římskokatolické sakrální stavby na území farnosti
| | Fotografie | Stavba                         | Místo        | Bohoslužby                      | Zeměpisné souřadnice            | Status          | Číslo kulturní památky           |
| Kostely | Kostely    | Kostely                        | Kostely      | Kostely                         | Kostely                         | Kostely         | Kostely                          |
| --- | ---------- | ------------------------------ | ------------ | ------------------------------- | ------------------------------- | --------------- | -------------------------------- |
| 1. |            | Kostel sv. Michaela archanděla | Bulovka      | bližší informace o bohoslužbách | 50°58′7″ s. š., 15°7′15″ v. d.  | farní kostel    | 19908/5-4182 (Pk•MIS•Sez•Obr•WD) |
| 2. |            | Kostel sv. Máří Magdaleny      | Arnoltice    | bližší informace o bohoslužbách | 50°57′52″ s. š., 15°5′45″ v. d. | filiální kostel | 33906/5-4184 (Pk•MIS•Sez•Obr•WD) |
| 3. |            | Kostel sv. Martina             | Dolní Oldřiš | bližší informace o bohoslužbách | 51°0′18″ s. š., 15°9′18″ v. d.  | filiální kostel | 18647/5-4187 (Pk•MIS•Sez•Obr•WD) |
| Některé drobné sakrální stavby a pamětihodnosti lze dohledat zde v databázi Drobné sakrální památky Zaniklé sakrální stavby lze dohledat zde v databázi Poškozené a zničené kostely, kaple a synagogy v České republice |            |                                |              |                                 |                                 |                 |                                  |

Ve farnosti se mohou nacházet i další drobné sakrální stavby, místa římskokatolického kultu a pamětihodnosti, které neobsahuje tato tabulka.

## Příslušnost k farnímu obvodu
Z důvodu efektivity duchovní správy byl vytvořen farní obvod (kolatura) farnosti – děkanství Frýdlant v Čechách, jehož součástí je i farnost Bulovka, která je tak spravována excurrendo. Přehled těchto kolatur je v tabulce farních obvodů libereckého vikariátu.